# Sân bay Kilwa Masoko
Sân bay Kilwa Masoko (IATA: KIY, ICAO: HTKI) là một sân bay ở Kilwa Masoko, Tanzania. Kilwa Kisiwani là một trong 07 Di sản Thế giới ở Tanzania.

## Hãng hàng không và điểm đến
| Hãng hàng không  | Các điểm đến                                             |
| ---------------- | -------------------------------------------------------- |
| Coastal Aviation | Dar es Salaam, Đảo Mafia, Pemba, Selous, Tanga, Zanzibar |